# Liste der Nummer-eins-Hits in den Niederlanden (2005)
Dies ist eine Liste der Nummer-eins-Hits in den Niederlanden im Jahr 2005. Sie basiert auf den Nederlandse Top 40 von Radio 538 (Singles) bzw. den von der GfK ermittelten Dutch Album Top 100 dieses Jahres.
In diesem Jahr gab es 17 Nummer-eins-Singles und 20 Nummer-eins-Alben.

## Singles
| ← 2004 ← | Liste der Nummer-eins-Hits in den Niederlanden | Liste der Nummer-eins-Hits in den Niederlanden | Liste der Nummer-eins-Hits in den Niederlanden                                                                                             | 2006 →                    |
| \| Zeitraum \| Wo. ges. \| Interpret \| Titel Autor(en) \| Zusätzliche Informationen \| \| (Zeitraum, Wochen auf Platz eins, Interpret, Titel, Autor[en], zusätzliche Informationen) \| \| \| \| \| \| ----------------------------------------------------------------------------------------- \| -------- \| ------------------------- \| ------------------------------------------------------------------------------------------------------------------------------------------ \| ------------------------- \| \| 25. Dezember 2004 – 7. Januar 2005 2 Wochen \| 2 \| Men2B \| Bigger Than That Blair Nicholas Somerled Mackichan, Tyler James \| – \| \| 8. Januar 2005 – 14. Januar 2005 1 Woche \| 1 \| Raffish \| Plaything Melissa Ashley Graham, Colin Preston \| – \| \| 15. Januar 2005 – 11. Februar 2005 4 Wochen \| 4 \| Artiesten voor Azië \| Als je iets kan doen Musik: Tjeerd P. D. Oosterhuis; Text: Tjeerd P. D. Oosterhuis, Karin Bloemen \| – \| \| 12. Februar 2005 – 11. März 2005 4 Wochen \| 4 \| Schnappi \| Das kleine Krokodil Musik: Iris Gruttmann; Text: Rosita Blissenbach, Iris Gruttmann \| – \| \| 12. März 2005 – 1. April 2005 3 Wochen \| 3 \| Ch!pz \| One, Two, Three Thomas Johansen Heyerdahl, Jan Haavard Lindvaag \| – \| \| 2. April 2005 – 8. April 2005 1 Woche \| 1 \| Mario \| Let Me Love You Scott Spencer Storch, Kameron Houff, Shaffer Smith \| – \| \| 9. April 2005 – 6. Mai 2005 4 Wochen (insgesamt 7) \| 7 \| Guus Meeuwis \| Geef mij je angst Musik: Udo Jürgens; deutscher Text: Michael Kunze; niederländischer Text: André G. Hazes \| – \| \| 7. Mai 2005 – 20. Mai 2005 2 Wochen \| 2 \| Kane \| Something to Say Marco F. F. Dinand Woesthoff \| – \| \| 21. Mai 2005 – 10. Juni 2005 3 Wochen (insgesamt 7) \| 7 \| Guus Meeuwis \| Geef mij je angst Musik: Udo Jürgens; deutscher Text: Michael Kunze; niederländischer Text: André G. Hazes \| – \| \| 11. Juni 2005 – 1. Juli 2005 3 Wochen \| 3 \| De Jeugd van Tegenwoordig \| Watskeburt?! Musik: Bastiaan Bas Bron; Text: Pepijn A. Lanen, Alfred Freddy Tratlehner \| – \| \| 2. Juli 2005 – 5. August 2005 5 Wochen \| 5 \| Akon \| Lonely Gene Allen, Bobby Vinton \| – \| \| 6. August 2005 – 26. August 2005 3 Wochen \| 3 \| Kane \| Fearless Marco F. F. Dinand Woesthoff \| – \| \| 27. August 2005 – 9. September 2005 2 Wochen \| 2 \| Ch!pz \| Carnival Anderz Wrethov, Elin Viktoria Wrethov, Johan Rikard Deltinger \| – \| \| 10. September 2005 – 7. Oktober 2005 4 Wochen \| 4 \| James Blunt \| You’re Beautiful James Blunt, Sacha Skarbek, Amanda Ghost \| – \| \| 8. Oktober 2005 – 21. Oktober 2005 2 Wochen \| 2 \| Lange Frans & Baas B \| Het land van … Musik: Giorgio H. Tuinfort; Text: Bart Zeilstra, Frans C. Frederiks \| – \| \| 22. Oktober 2005 – 11. November 2005 3 Wochen \| 3 \| Robbie Williams \| Tripping Robbie Williams, Stephen Anthony James Duffy \| – \| \| 12. November 2005 – 30. Dezember 2005 7 Wochen \| 7 \| Madonna \| Hung Up Björn K. Ulvaeus, Benny Goran Bror Andersson, Stuart David Price, Madonna L. Ciccone \| – \| \| 31. Dezember 2005 – 27. Januar 2006 4 Wochen \| 4 \| Coldplay \| Talk Guy Rupert Berryman, William Champion, Christopher Anthony John Martin, Ralf Hütter, Emil Schult, Jonathan Mark Buckland, Karl Bartos \| – \| |                                                |                                                | |                           |
| ← 2004 |                                                |                                                | | → 2006 →                  |
| Zeitraum | Wo. ges.                                       | Interpret                                      | Titel Autor(en) | Zusätzliche Informationen |
| (Zeitraum, Wochen auf Platz eins, Interpret, Titel, Autor[en], zusätzliche Informationen) |                                                |                                                | |                           |
| 25. Dezember 2004 – 7. Januar 2005 2 Wochen | 2                                              | Men2B                                          | Bigger Than That Blair Nicholas Somerled Mackichan, Tyler James                                                                            | –                         |
| 8. Januar 2005 – 14. Januar 2005 1 Woche | 1                                              | Raffish                                        | Plaything Melissa Ashley Graham, Colin Preston                                                                                             | –                         |
| 15. Januar 2005 – 11. Februar 2005 4 Wochen | 4                                              | Artiesten voor Azië                            | Als je iets kan doen Musik: Tjeerd P. D. Oosterhuis; Text: Tjeerd P. D. Oosterhuis, Karin Bloemen                                          | –                         |
| 12. Februar 2005 – 11. März 2005 4 Wochen | 4                                              | Schnappi                                       | Das kleine Krokodil Musik: Iris Gruttmann; Text: Rosita Blissenbach, Iris Gruttmann                                                        | –                         |
| 12. März 2005 – 1. April 2005 3 Wochen | 3                                              | Ch!pz                                          | One, Two, Three Thomas Johansen Heyerdahl, Jan Haavard Lindvaag                                                                            | –                         |
| 2. April 2005 – 8. April 2005 1 Woche | 1                                              | Mario                                          | Let Me Love You Scott Spencer Storch, Kameron Houff, Shaffer Smith                                                                         | –                         |
| 9. April 2005 – 6. Mai 2005 4 Wochen (insgesamt 7) | 7                                              | Guus Meeuwis                                   | Geef mij je angst Musik: Udo Jürgens; deutscher Text: Michael Kunze; niederländischer Text: André G. Hazes                                 | –                         |
| 7. Mai 2005 – 20. Mai 2005 2 Wochen | 2                                              | Kane                                           | Something to Say Marco F. F. Dinand Woesthoff                                                                                              | –                         |
| 21. Mai 2005 – 10. Juni 2005 3 Wochen (insgesamt 7) | 7                                              | Guus Meeuwis                                   | Geef mij je angst Musik: Udo Jürgens; deutscher Text: Michael Kunze; niederländischer Text: André G. Hazes                                 | –                         |
| 11. Juni 2005 – 1. Juli 2005 3 Wochen | 3                                              | De Jeugd van Tegenwoordig                      | Watskeburt?! Musik: Bastiaan Bas Bron; Text: Pepijn A. Lanen, Alfred Freddy Tratlehner                                                     | –                         |
| 2. Juli 2005 – 5. August 2005 5 Wochen | 5                                              | Akon                                           | Lonely Gene Allen, Bobby Vinton | –                         |
| 6. August 2005 – 26. August 2005 3 Wochen | 3                                              | Kane                                           | Fearless Marco F. F. Dinand Woesthoff | –                         |
| 27. August 2005 – 9. September 2005 2 Wochen | 2                                              | Ch!pz                                          | Carnival Anderz Wrethov, Elin Viktoria Wrethov, Johan Rikard Deltinger                                                                     | –                         |
| 10. September 2005 – 7. Oktober 2005 4 Wochen | 4                                              | James Blunt                                    | You’re Beautiful James Blunt, Sacha Skarbek, Amanda Ghost                                                                                  | –                         |
| 8. Oktober 2005 – 21. Oktober 2005 2 Wochen | 2                                              | Lange Frans & Baas B                           | Het land van … Musik: Giorgio H. Tuinfort; Text: Bart Zeilstra, Frans C. Frederiks                                                         | –                         |
| 22. Oktober 2005 – 11. November 2005 3 Wochen | 3                                              | Robbie Williams                                | Tripping Robbie Williams, Stephen Anthony James Duffy                                                                                      | –                         |
| 12. November 2005 – 30. Dezember 2005 7 Wochen | 7                                              | Madonna                                        | Hung Up Björn K. Ulvaeus, Benny Goran Bror Andersson, Stuart David Price, Madonna L. Ciccone                                               | –                         |
| 31. Dezember 2005 – 27. Januar 2006 4 Wochen | 4                                              | Coldplay                                       | Talk Guy Rupert Berryman, William Champion, Christopher Anthony John Martin, Ralf Hütter, Emil Schult, Jonathan Mark Buckland, Karl Bartos | –                         |

## Alben
| ← 2004 ← | Liste der Nummer-eins-Hits in den Niederlanden | Liste der Nummer-eins-Hits in den Niederlanden | Liste der Nummer-eins-Hits in den Niederlanden | 2006 →                    |
| \| Zeitraum \| Wo. ges. \| Interpret \| Titel \| Zusätzliche Informationen \| \| (Zeitraum, Wochen auf Platz eins, Interpret, Titel, zusätzliche Informationen) \| \| \| \| \| \| ------------------------------------------------------------------------------ \| -------- \| ------------------ \| ------------------------------- \| ------------------------- \| \| 18. Dezember 2004 – 28. Januar 2005 6 Wochen (insgesamt 12) \| 12 \| Anouk \| Hotel New York \| – \| \| 29. Januar 2005 – 11. Februar 2005 2 Wochen (insgesamt 5) \| 5 \| Robbie Williams \| Greatest Hits \| – \| \| 12. Februar 2005 – 25. Februar 2005 2 Wochen (insgesamt 4) \| 4 \| U2 \| How to Dismantle an Atomic Bomb \| – \| \| 26. Februar 2005 – 4. März 2005 1 Woche \| 1 \| Di-rect \| All Systems Go! \| – \| \| 5. März 2005 – 11. März 2005 1 Woche \| 1 \| Jennifer Lopez \| Rebirth \| – \| \| 12. März 2005 – 15. April 2005 5 Wochen (insgesamt 12) \| 12 \| Anouk \| Hotel New York \| – \| \| 16. April 2005 – 29. April 2005 2 Wochen (insgesamt 4) \| 4 \| Guus Meeuwis \| 10 jaar – Levensecht \| – \| \| 30. April 2005 – 6. Mai 2005 1 Woche \| 1 \| Bruce Springsteen \| Devils & Dust \| – \| \| 7. Mai 2005 – 20. Mai 2005 2 Wochen (insgesamt 4) \| 4 \| Guus Meeuwis \| 10 jaar – Levensecht \| – \| \| 21. Mai 2005 – 27. Mai 2005 1 Woche \| 1 \| Krezip \| What Are You Waiting For \| – \| \| 28. Mai 2005 – 10. Juni 2005 2 Wochen \| 2 \| Kane \| Fearless \| – \| \| 11. Juni 2005 – 15. Juli 2005 5 Wochen \| 5 \| Coldplay \| X&Y \| – \| \| 16. Juli 2005 – 22. Juli 2005 1 Woche (insgesamt 4) \| 4 \| Il Divo \| Il Divo \| – \| \| 23. Juli 2005 – 29. Juli 2005 1 Woche (insgesamt 3) \| 3 \| Jan Smit \| Jansmit.com \| – \| \| 30. Juli 2005 – 5. August 2005 1 Woche (insgesamt 4) \| 4 \| Il Divo \| Il Divo \| – \| \| 6. August 2005 – 12. August 2005 1 Woche (insgesamt 3) \| 3 \| Jan Smit \| Jansmit.com \| – \| \| 13. August 2005 – 19. August 2005 1 Woche (insgesamt 4) \| 4 \| Il Divo \| Il Divo \| – \| \| 20. August 2005 – 26. August 2005 1 Woche (insgesamt 3) \| 3 \| Jan Smit \| Jansmit.com \| – \| \| 27. August 2005 – 2. September 2005 1 Woche \| 1 \| Jannes \| Als het zonnetje schijnt \| – \| \| 3. September 2005 – 9. September 2005 1 Woche (insgesamt 4) \| 4 \| Il Divo \| Il Divo \| – \| \| 10. September 2005 – 23. September 2005 2 Wochen \| 2 \| The Rolling Stones \| A Bigger Bang \| – \| \| 24. September 2005 – 30. September 2005 1 Woche \| 1 \| Bon Jovi \| Have a Nice Day \| – \| \| 1. Oktober 2005 – 7. Oktober 2005 1 Woche \| 1 \| André Hazes \| Het complete hitoverzicht \| – \| \| 8. Oktober 2005 – 14. Oktober 2005 1 Woche \| 1 \| K3 \| Kuma he \| – \| \| 15. Oktober 2005 – 28. Oktober 2005 2 Wochen (insgesamt 11) \| 11 \| Katie Melua \| Piece by Piece \| – \| \| 29. Oktober 2005 – 18. November 2005 3 Wochen \| 3 \| Robbie Williams \| Intensive Care \| – \| \| 19. November 2005 – 2. Dezember 2005 2 Wochen \| 2 \| Madonna \| Confessions on a Dance Floor \| – \| \| 3. Dezember 2005 – 3. Februar 2006 9 Wochen (insgesamt 11) \| 11 \| Katie Melua \| Piece by Piece \| – \| |                                                |                                                |                                                |                           |
| ← 2004 |                                                |                                                |                                                | → 2006 →                  |
| Zeitraum | Wo. ges.                                       | Interpret                                      | Titel                                          | Zusätzliche Informationen |
| (Zeitraum, Wochen auf Platz eins, Interpret, Titel, zusätzliche Informationen) |                                                |                                                |                                                |                           |
| 18. Dezember 2004 – 28. Januar 2005 6 Wochen (insgesamt 12) | 12                                             | Anouk                                          | Hotel New York                                 | –                         |
| 29. Januar 2005 – 11. Februar 2005 2 Wochen (insgesamt 5) | 5                                              | Robbie Williams                                | Greatest Hits                                  | –                         |
| 12. Februar 2005 – 25. Februar 2005 2 Wochen (insgesamt 4) | 4                                              | U2                                             | How to Dismantle an Atomic Bomb                | –                         |
| 26. Februar 2005 – 4. März 2005 1 Woche | 1                                              | Di-rect                                        | All Systems Go!                                | –                         |
| 5. März 2005 – 11. März 2005 1 Woche | 1                                              | Jennifer Lopez                                 | Rebirth                                        | –                         |
| 12. März 2005 – 15. April 2005 5 Wochen (insgesamt 12) | 12                                             | Anouk                                          | Hotel New York                                 | –                         |
| 16. April 2005 – 29. April 2005 2 Wochen (insgesamt 4) | 4                                              | Guus Meeuwis                                   | 10 jaar – Levensecht                           | –                         |
| 30. April 2005 – 6. Mai 2005 1 Woche | 1                                              | Bruce Springsteen                              | Devils & Dust                                  | –                         |
| 7. Mai 2005 – 20. Mai 2005 2 Wochen (insgesamt 4) | 4                                              | Guus Meeuwis                                   | 10 jaar – Levensecht                           | –                         |
| 21. Mai 2005 – 27. Mai 2005 1 Woche | 1                                              | Krezip                                         | What Are You Waiting For                       | –                         |
| 28. Mai 2005 – 10. Juni 2005 2 Wochen | 2                                              | Kane                                           | Fearless                                       | –                         |
| 11. Juni 2005 – 15. Juli 2005 5 Wochen | 5                                              | Coldplay                                       | X&Y                                            | –                         |
| 16. Juli 2005 – 22. Juli 2005 1 Woche (insgesamt 4) | 4                                              | Il Divo                                        | Il Divo                                        | –                         |
| 23. Juli 2005 – 29. Juli 2005 1 Woche (insgesamt 3) | 3                                              | Jan Smit                                       | Jansmit.com                                    | –                         |
| 30. Juli 2005 – 5. August 2005 1 Woche (insgesamt 4) | 4                                              | Il Divo                                        | Il Divo                                        | –                         |
| 6. August 2005 – 12. August 2005 1 Woche (insgesamt 3) | 3                                              | Jan Smit                                       | Jansmit.com                                    | –                         |
| 13. August 2005 – 19. August 2005 1 Woche (insgesamt 4) | 4                                              | Il Divo                                        | Il Divo                                        | –                         |
| 20. August 2005 – 26. August 2005 1 Woche (insgesamt 3) | 3                                              | Jan Smit                                       | Jansmit.com                                    | –                         |
| 27. August 2005 – 2. September 2005 1 Woche | 1                                              | Jannes                                         | Als het zonnetje schijnt                       | –                         |
| 3. September 2005 – 9. September 2005 1 Woche (insgesamt 4) | 4                                              | Il Divo                                        | Il Divo                                        | –                         |
| 10. September 2005 – 23. September 2005 2 Wochen | 2                                              | The Rolling Stones                             | A Bigger Bang                                  | –                         |
| 24. September 2005 – 30. September 2005 1 Woche | 1                                              | Bon Jovi                                       | Have a Nice Day                                | –                         |
| 1. Oktober 2005 – 7. Oktober 2005 1 Woche | 1                                              | André Hazes                                    | Het complete hitoverzicht                      | –                         |
| 8. Oktober 2005 – 14. Oktober 2005 1 Woche | 1                                              | K3                                             | Kuma he                                        | –                         |
| 15. Oktober 2005 – 28. Oktober 2005 2 Wochen (insgesamt 11) | 11                                             | Katie Melua                                    | Piece by Piece                                 | –                         |
| 29. Oktober 2005 – 18. November 2005 3 Wochen | 3                                              | Robbie Williams                                | Intensive Care                                 | –                         |
| 19. November 2005 – 2. Dezember 2005 2 Wochen | 2                                              | Madonna                                        | Confessions on a Dance Floor                   | –                         |
| 3. Dezember 2005 – 3. Februar 2006 9 Wochen (insgesamt 11) | 11                                             | Katie Melua                                    | Piece by Piece                                 | –                         |

## Jahreshitparaden
| ← 2004 ← | Liste der Nummer-eins-Hits in den Niederlanden | Liste der Nummer-eins-Hits in den Niederlanden | Liste der Nummer-eins-Hits in den Niederlanden | 2006 →   |
| \| Singles \| Position# \| Alben \| \| ----------------------------------------------------------------------------------------------------------------------- \| --------- \| ------------------------------------ \| \| Geef mij je angst Guus Meeuwis Musik: Udo Jürgens; deutscher Text: Michael Kunze; niederländischer Text: André G. Hazes \| 1 \| Piece by Piece Katie Melua \| \| You’re Beautiful James Blunt James Blunt, Sacha Skarbek, Amanda Ghost \| 2 \| Hotel New York Anouk \| \| La tortura Shakira & artista invitado Alejandro Sanz Luis Fernando Ochoa, Shakira Isabel Mebarak Ripoll \| 3 \| Intensive Care Robbie Williams \| \| Love You More Racoon Jacobus Bart van der Weide, Stephanus J. P. de Kroon, Dennis Huige, Paul Bukkens \| 4 \| Jansmit.com Jan Smit \| \| Girl Anouk Bart E. van Veen, Anouk Teeuwe \| 5 \| X&Y Coldplay \| \| Bad Day Daniel Powter Daniel Robert Powter \| 6 \| 10 jaar – Levensecht Guus Meeuwis \| \| Push the Button Sugababes Dallas L. Austin, Heidi Range, Mutya Buena, Keisha Kerreece Fayeanne Buchanan \| 7 \| Fearless Kane \| \| Sometimes You Can’t Make It on Your Own U2 Adam Clayton, Laurence Mullen, David Evans, Paul David Hewson \| 8 \| Il Divo \| \| Watskeburt?! De Jeugd van Tegenwoordig Musik: Bastiaan Bas Bron; Text: Pepijn A. Lanen, Alfred Freddy Tratlehner \| 9 \| Greatest Hits Robbie Williams \| \| Tripping Robbie Williams Robbie Williams, Stephen Anthony James Duffy \| 10 \| Confessions on a Dance Floor Madonna \| |                                                |                                                |                                                |          |
| ← 2004 |                                                |                                                |                                                | → 2006 → |
| Singles | Position#                                      | Alben                                          |                                                |          |
| Geef mij je angst Guus Meeuwis Musik: Udo Jürgens; deutscher Text: Michael Kunze; niederländischer Text: André G. Hazes | 1                                              | Piece by Piece Katie Melua                     |                                                |          |
| You’re Beautiful James Blunt James Blunt, Sacha Skarbek, Amanda Ghost | 2                                              | Hotel New York Anouk                           |                                                |          |
| La tortura Shakira & artista invitado Alejandro Sanz Luis Fernando Ochoa, Shakira Isabel Mebarak Ripoll | 3                                              | Intensive Care Robbie Williams                 |                                                |          |
| Love You More Racoon Jacobus Bart van der Weide, Stephanus J. P. de Kroon, Dennis Huige, Paul Bukkens | 4                                              | Jansmit.com Jan Smit                           |                                                |          |
| Girl Anouk Bart E. van Veen, Anouk Teeuwe | 5                                              | X&Y Coldplay                                   |                                                |          |
| Bad Day Daniel Powter Daniel Robert Powter | 6                                              | 10 jaar – Levensecht Guus Meeuwis              |                                                |          |
| Push the Button Sugababes Dallas L. Austin, Heidi Range, Mutya Buena, Keisha Kerreece Fayeanne Buchanan | 7                                              | Fearless Kane                                  |                                                |          |
| Sometimes You Can’t Make It on Your Own U2 Adam Clayton, Laurence Mullen, David Evans, Paul David Hewson | 8                                              | Il Divo                                        |                                                |          |
| Watskeburt?! De Jeugd van Tegenwoordig Musik: Bastiaan Bas Bron; Text: Pepijn A. Lanen, Alfred Freddy Tratlehner | 9                                              | Greatest Hits Robbie Williams                  |                                                |          |
| Tripping Robbie Williams Robbie Williams, Stephen Anthony James Duffy | 10                                             | Confessions on a Dance Floor Madonna           |                                                |          |